# Akureyri
Akureyri ( ˈaːkʰʏrˌeiːrɪ) je čtvrté největší město a také obec na Islandu, obec má však celý název Akureyrarkaupstaður. Akureyri se nachází při pobřeží fjordu Eyjafjörður a je obklopeno horami, nejvyšší z nich měří 1213 m n. m. Od severního polárního kruhu je vzdálen pouze 98 km. Při sčítání lidu v dubnu 2008 zde žilo 17 304 obyvatel.
Akureyri má přezdívku Hlavní město Severního Islandu, protože je druhou největší aglomerací na Islandu po aglomeraci Reykjavíku, která se nachází na jihozápadě země. Akureyri je po městech Reykjavík, Kópavogur a Hafnarfjörður čtvrtým nejlidnatějším městem a pátou nejlidnatější obcí.

## Historie města

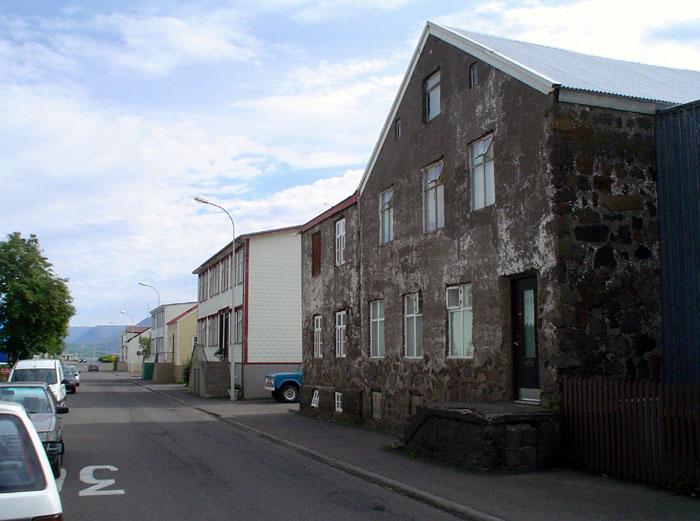
Ulice Norðurgata na výběžku země (Eyrinni) ve čtvrti Oddeyri

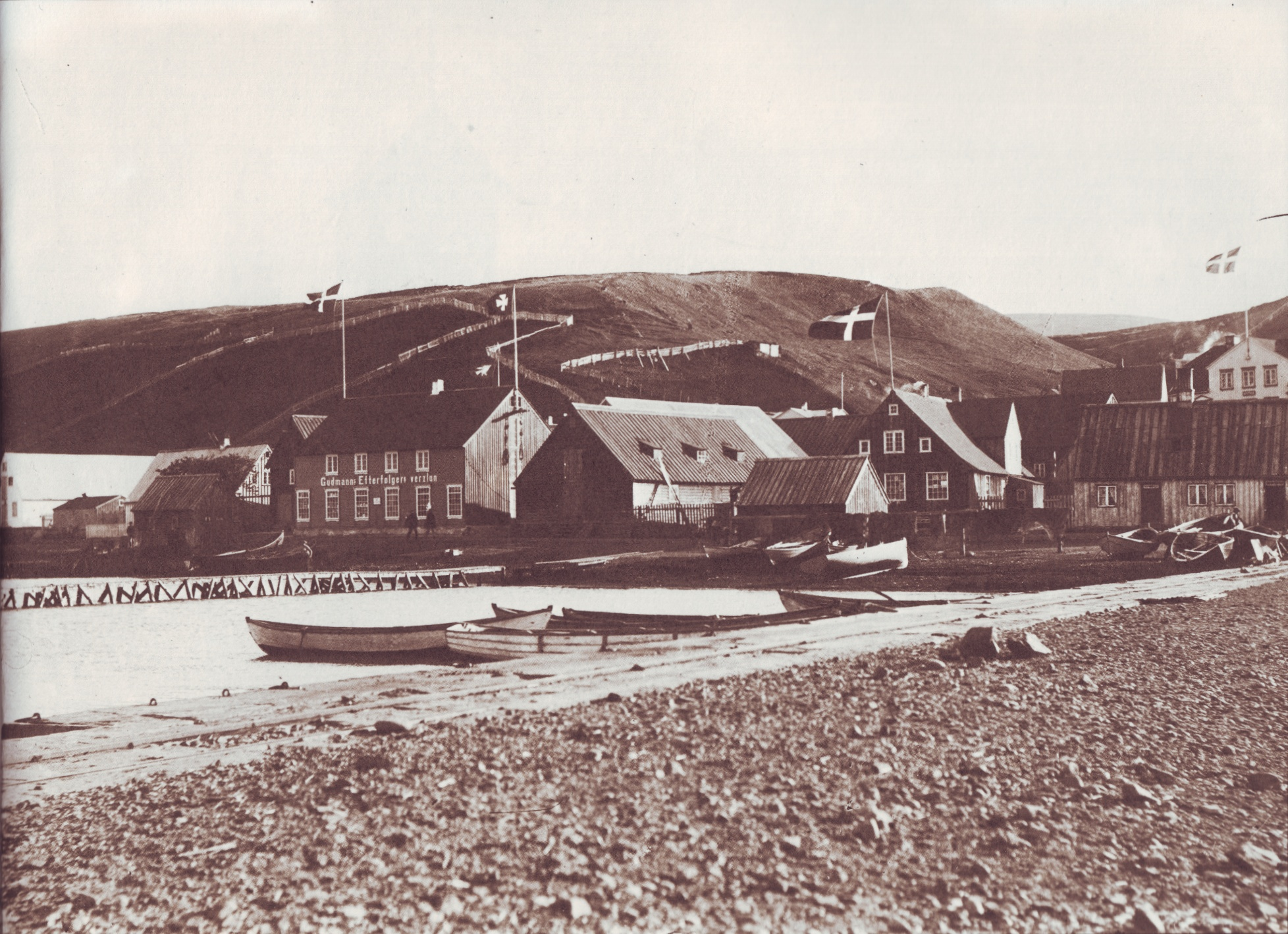
Akureyri koncem 19. století

### Středověk a novověk
Kniha Landnámabók, popisující osidlování Islandu, píše, že jako první v těchto místech koncem 9. století přistál norský viking Helgi Eyvindarson, jenž však, jako většina ostatních vikinských kolonistů, později odplul zpět do Norska.
První písemná zmínka o názvu Akureyri pochází až z roku 1526, když nějaká žena zde byla odsouzena za cizoložství. Tehdy jedinými místními budovami byly obchody a skladiště dánských kupců. Teprve roku 1602 bylo Akureyri ustaveno jako sezónní obchodní základna. V průběhu 17. století tu dánští obchodníci zakládali svoje tábory, zvláště na mnoha poloostrovech a výběžcích pevniny do fjordu. Důvodem pro výběr tohoto místa byl klidný přírodní přístav. Dánští obchodníci v Akureyri nežili celý rok, na zimu se vraceli domů, do Dánska.
Stálou osadou se Akureyri stalo až v roce 1778, kdy zde byl postaven první obytný dům. O osm let později (1786) obdržela osada od dánského krále Kristiána VII. i městské právo. Vláda doufala, že tím zlepší životní podmínky Islanďanů, protože Island do té doby neměl žádné městské oblasti. Nicméně snahy o rozvoj Akureyri neměly úspěch, když se počet 12 trvalých obyvatel nezvyšoval. Osada byla dalších 100 let velmi malá a stálo zde pouze několik domů; dokonce ztratila v roce 1836 obecní status, ovšem získala jej zpátky v roce 1862. Od tohoto roku se počet obyvatel v Akureyri zvyšoval, kromě lodního ruchu hlavně díky výborné úrodné půdě v okolí. Továrny začaly zpracovávat zemědělské výrobky a městečko se tak začalo rychle rozrůstat o přistěhovalce z vnitrozemí. Roku 1881 tu byla postavena meteorologická stanice.

### Moderní dějiny
| 1901 | 1347   |
| 1910 | 2084   |
| 1920 | 2575   |
| 1930 | 4198   |
| 1940 | 5564   |
| 1950 | 7188   |
| 1960 | 8835   |
| 1970 | 10 755 |
| 1980 | 13 420 |
| 1990 | 14 174 |
| 1997 | 15 289 |
| 2003 | 16 228 |
| 2004 | 16 450 |
| 2005 | 16 736 |
| 2006 | 16 822 |
| 2007 | 17 253 |
| 2008 | 17 304 |

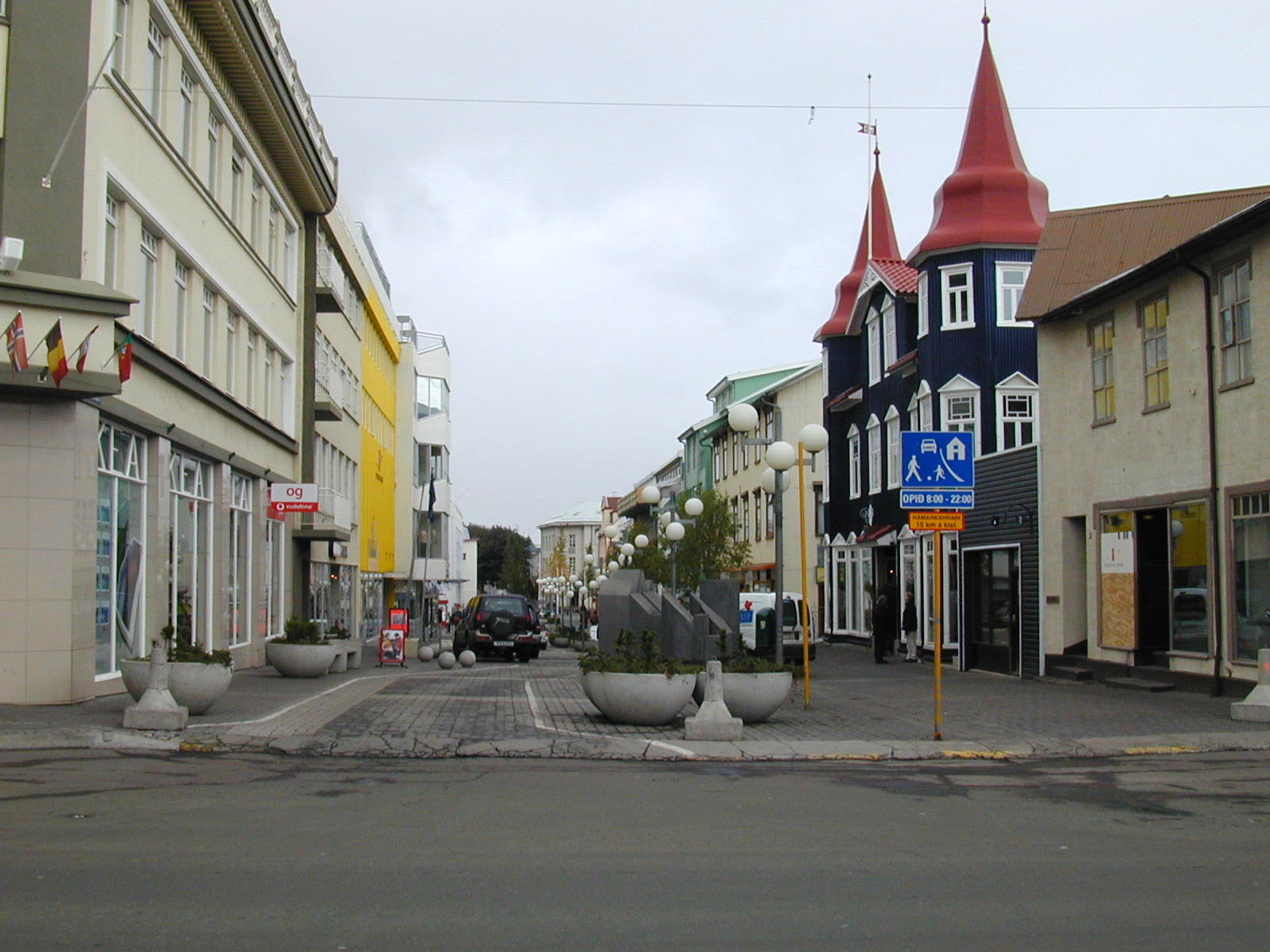
Centrum města

Za druhé světové války zde byla základna pro létající čluny Catalina z norsko-britské 330. perutě RAF, která sloužila na ochranu konvojů ze Spojených států amerických do Velké Británie a Murmansku před německými ponorkami.
Ve 20. století nastával hromadný přesun obyvatelstva Islandu z venkova do městských center, migrace zvyšovala počet obyvatel Akureyri. Rostl i obchod a služeby, ale zpracovatelský průmysl začínal klesat v 90. letech 20. století. V roce 1987 zde byla založena Univerzita v Akureyri (islandsky: Háskólinn á Akureyri).
Na začátku 21. století se v Akureyri dostává do popředí rybářský průmysl. Dvě hlavní rybářské společnosti na Islandu se stávají více důležitým zdrojem příjmů a v následujících letech se očekává další vzrůst.
1. srpna 2004 byla venkovská obec Hríseyjarhreppur (Hrísey), která se nachází 35 km severně od města na ostrově ve Eyjafjörðuru připojena k obci Akureyrarkaupstaður (Akureyri). Koncem roku 2007 žilo celkem v obci 17 253 obyvatel, z toho 17 073 v Akureyri a 180 na ostrově Hrísey. Později se také chtělo připojit dalších osm obcí, které však po referendu v říjnu 2005 neuspěly.

## Geografie

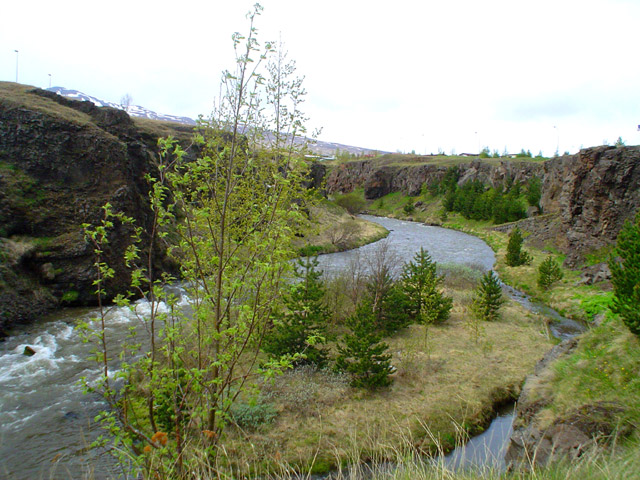
Řeka Glerá

Akureyri se nachází 65°41' severní šířky a 18°06' západní délky. Název Akureyri neznamená pouze město, ale i obec v které se nachází. Leží v jihozápadní části fjordu Eyjafjörður. Je obklopen horami, z toho nejvyšší jsou Súlur měřící 1213 m n. m. a Hlíðarfjall měřící 1116 m n. m. Pobřeží města tvoří úzký pás ploché země před příkrým ale nízkým kopcem. Největším výběžkem země (eyri) se nazývá Oddeyri, který byl vytvořen řekou Glerá, která teče skrz město. Glerá vzniká z ledovce na poloostrově Tröllaskagi. Moře mezi Oddeyri a dolní částí fjordu je známá jako Pollurinn, ten je známý jako místo s klidným větrem a dobrým přirozeným přístavem.

### Městské čtvrtě
Ve městě je celkem 6 čtvrtí. Nejstarší čtvrť města je Innbærinn nebo zkráceně Innbær. Leží v jeho jižní části. Brekkan je čtvrť, ležící na vrcholu kopce v západní části. Nejvýchodnější čtvrť města, ležící na plochém poloostrově se jmenuje Oddeyri. Naustahverfi je jižní čtvrť města. Centrum města se nazývá čtvrť Miðbær. Ve čtvrti leží náměstí Ráðhústorg, které je centrem celého Akureyri. Nachází se severovýchodně od Pollurinnu. Poslední čtvrť, Glerárhverfi leží v severovýchodní části města. Čtvrti se říká také Þorpið, což znamená v překladu vesnice.

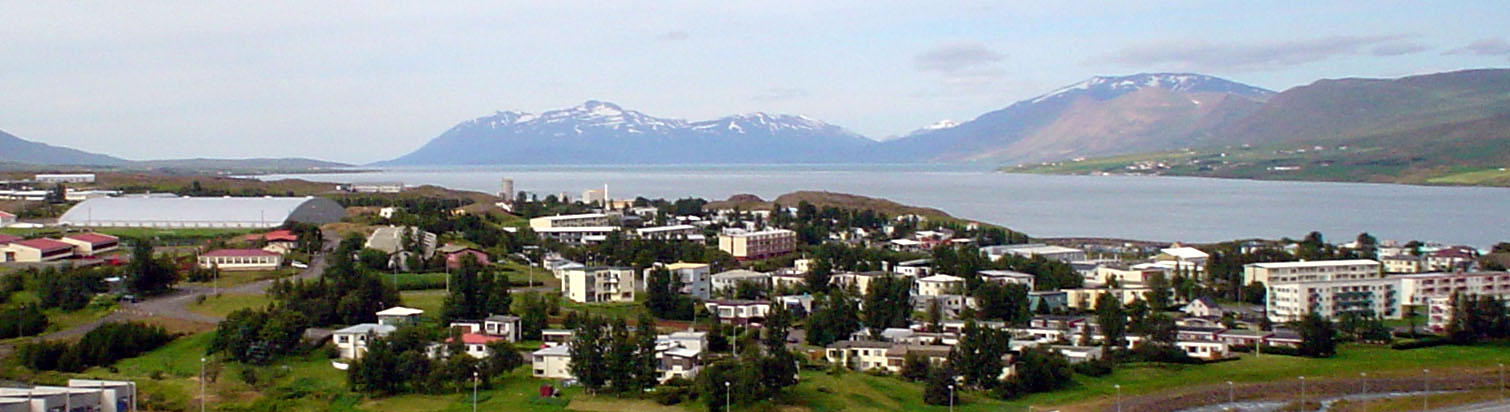
Čtvrť Glerárhverfi (Þorpið)

### Okolí

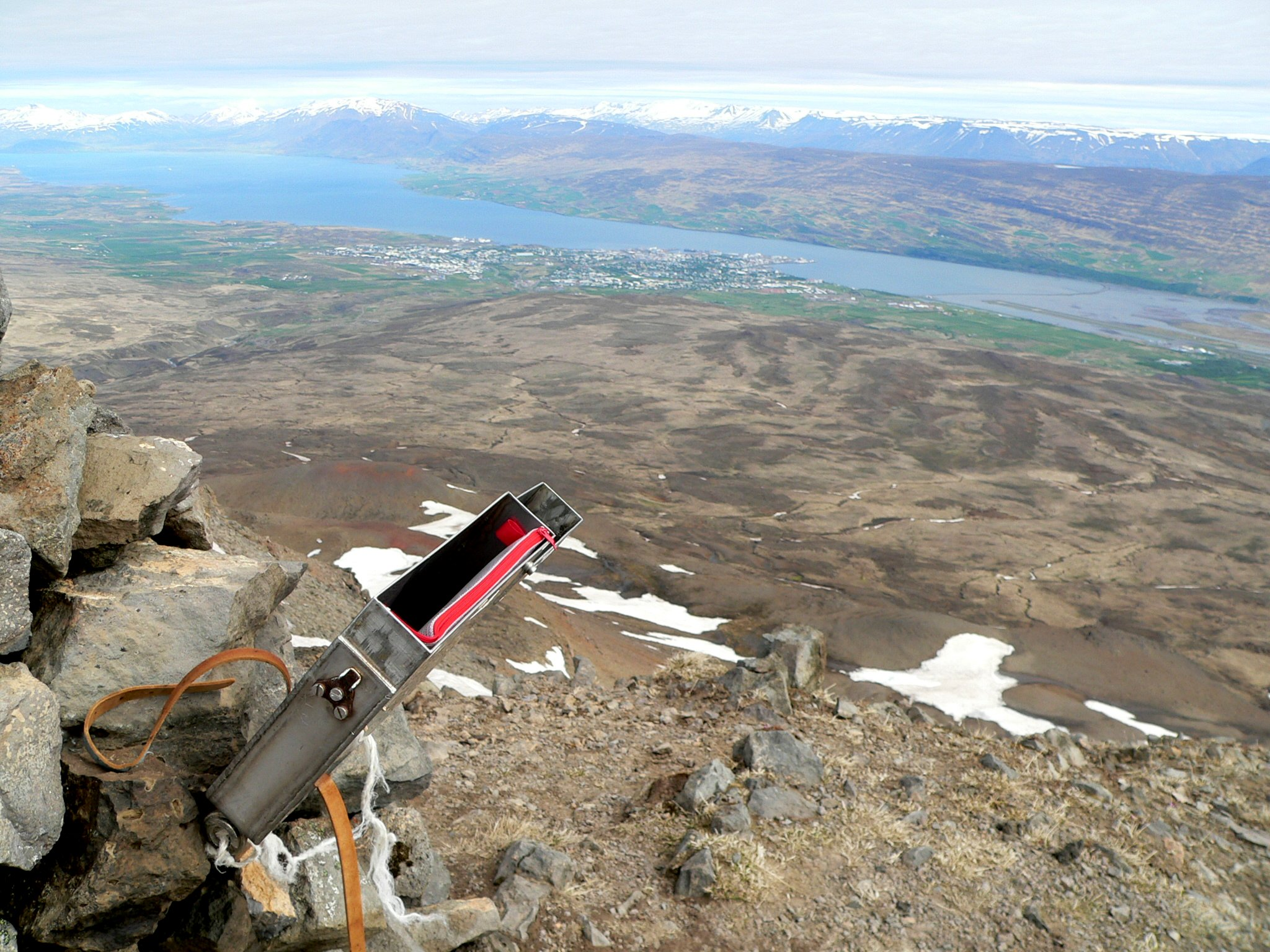
Pohled na Akureyri z hory Súlur

Okolí města je hornaté s několika fjordy a řekami a mnohými zajímavými místy:
- Húsavík – Rybářské město vzdálené 50 km vzdušnou čarou od Akureyri. U města je možno pozorovat velryby a delfíny.
- ostrov Grímsey – Ostrovem prochází severní polární kruh. Je 5,3 km² velký a žije na něm 100 obyvatel.
- jezero Mývatn – Jezero vzdálené 55 km od města. Má rozlohu 38 km² a dosahuje hloubky 4,5 m. Leží v nadmořské výšce 277 m. Vyplňuje starou ledovcovou kotlinu zahrazenou lávovým potokem. Mývatn znamená v překladu komáří jezero.
- vodopád Dettifoss – Vodopád vzdálený 85 km od města. Patří k největším v Evropě, protože je 44 m velký.
- vodopád Goðafoss – Vodopád vzdálený 30 km od Akureyri. Je 12 m velký. Název znamená v překladu vodopád bohů.
- Hlíðarfjall - 5 km vzdálená hora, na které se nachází jedna ze dvou lyžařských můstků Islandu. Také je významným lyžařským střediskem.

## Podnebí
Podnebí v Akureyri je na svou vysokou polohu mírné, ale i přes sousedství moře způsobují okolní vysoké hory větší kontinentalitu podnebí, tedy teplejší léta, díky čemuž zde lze pěstovat i rostliny, pro které je zbytek ostrova nevhodný. Z okolních hor také fouká silný vítr.
Průměrná roční teplota vzduchu byla v letech 1982 až 2008 okolo 4 °C. Zimní teploty vzduchu se v průměru pohybují okolo 1 °C přes den a -3 °C v noci, letní okolo 14 °C, v noci 9 °C. Teplota moře je v zimě okolo 1 °C, ojediněle zamrzá, v létě až 10 °C. Absolutně nejnižší teplota byla naměřena v roce 1947 a to -23,2 °C, naopak nejvyšší v roce 2006 a to 28,1 °C.
Srážky jsou méně vydatné než na zbytku Islandu, průměrný roční úhrn srážek je 445 mm, například v Reykjavíku je to 779 mm. Průměrně jsou zde srážky 14 dní z 30. Počet slunečných hodin je menší než 1000 za rok, což je typické pro severní pobřeží Islandu. Průměrná vlhkost vzduchu se celoročně pohybuje okolo 80 %.
Díky blízkosti severního polárního kruhu je často možné sledovat polární záře.
Je zde také velký rozdíl v délce dne v zimě a létě. 21. prosince, kdy je nejdelší noc, trvá denní světlo pouze 3 hodiny. 21. června, kdy je nejdelší den, trvá 22 hodin. Ale jen 100 km severněji, na ostrově Grímsey, trvá denní světlo po celý den.
| Akureyri – podnebí              | Akureyri – podnebí | Akureyri – podnebí | Akureyri – podnebí | Akureyri – podnebí | Akureyri – podnebí | Akureyri – podnebí | Akureyri – podnebí | Akureyri – podnebí | Akureyri – podnebí | Akureyri – podnebí | Akureyri – podnebí | Akureyri – podnebí | Akureyri – podnebí |
| Období                          | leden              | únor               | březen             | duben              | květen             | červen             | červenec           | srpen              | září               | říjen              | listopad           | prosinec           | rok                |
| ------------------------------- | ------------------ | ------------------ | ------------------ | ------------------ | ------------------ | ------------------ | ------------------ | ------------------ | ------------------ | ------------------ | ------------------ | ------------------ | ------------------ |
| Průměrné denní maximum [°C]     | 0,9                | 1,7                | 2,1                | 5,4                | 9,5                | 13,2               | 14,5               | 13,9               | 9,9                | 5,9                | 2,6                | 1,3                | 6,7                |
| Průměrné denní minimum [°C]     | −5,5               | −4,7               | −4,2               | 1,5                | 2,3                | 6,0                | 7,5                | 7,1                | 3,5                | −0,4               | −3,0               | −5,1               | 0,4                |
| Průměrné srážky [mm]            | 55,2               | 42,5               | 43,3               | 29,2               | 19,3               | 28,2               | 33,0               | 34,1               | 39,1               | 58,0               | 54,2               | 52,8               | 488,9              |
| Zdroj: World Climate 2010-03-22 |                    |                    |                    |                    |                    |                    |                    |                    |                    |                    |                    |                    |                    |

## Kultura

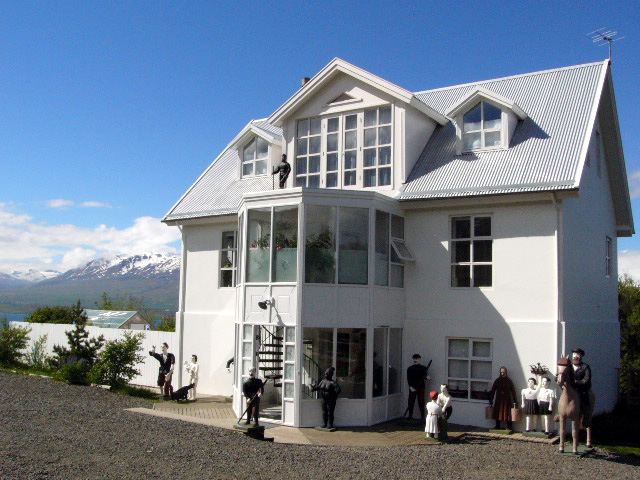
Jedno z muzeí

V městě se nachází jeden ze tří velkých divadelních institucí Islandu a současně jediná profesionální divadelní společnost mimo Reykjavíku - Amtsbókasafnið á Akureyri, založená přibližně před stoletím (roku 1917, od roku 1973 funguje na profesionální báze). Divadlo je centrem kulturního života města, v současnosti bylo zrekonstruované a má kapacitu 210 míst na sezení.
V Akureyri se nachází i několik muzeí a galerií - městské muzeum, muzeum umění (Listasafnið á Akureyri), muzeum průmyslu a letecké muzeum. Akureyri je také sídlem oblastního archívu a jedné z největších knihoven na Islandu - Amtsbókasafnið á Akureyri, založené roku 1827.
Minjasafnið á Akureyri je muzeum ve vile Kirkjuhvoll a vlastní věci a fotografie z historie v Akureyri a Eyjafjörðuru. Včetně Reykjavíku se i zde nachází přírodní muzeum (Náttúrufræðistofnun Norðurlands).
Učitelé místního konservatoře jsou členy Symfonického orchestra severního Islandu (Sinfóníuhljómsveit Norðurlands).

### Významné osobnosti
Z města pocházel slavný spisovatel dětských knih Jón Sveinsson (1857–1944), spisovatel detektivních románů Viktor Arnar Ingólfsson (* 1955), házenkář a trenér házené Alfreð Gíslason (* 1959), fotbalista Heiðar Helguson (* 1977) a dva bratři Halldór Helgason (vítěz zimních XGames) a Eiki Helgason, kteří jsou profesionální snowboardisté. V Akureyri se narodil i spisovatel/kreslíř Hugleikur Dagsson (* 1977).

### Kostely
Dominantou Akureyri je kostel protestantské církvi Akureyrarkirkja, navržený státním architektem Guðjónem Samúelssonem roku 1940. Je nejvyšší stavbou ve městě. Guðjón Samúelsson také založil největší kostel na Islandu Hallgrímskirkja. Skleněná okna s malbami jsou napodobeninou původních skel katedrály v Coventry, zničené během náletů za druhé světové války.
Glerárkirkja je evangelisticko luteránský kostel, který se nachází ve čtvrti Glerárhverfi. Jeho architektem byl Svanur Eiríksson. Stavěl se od roku 1987 do 1992.

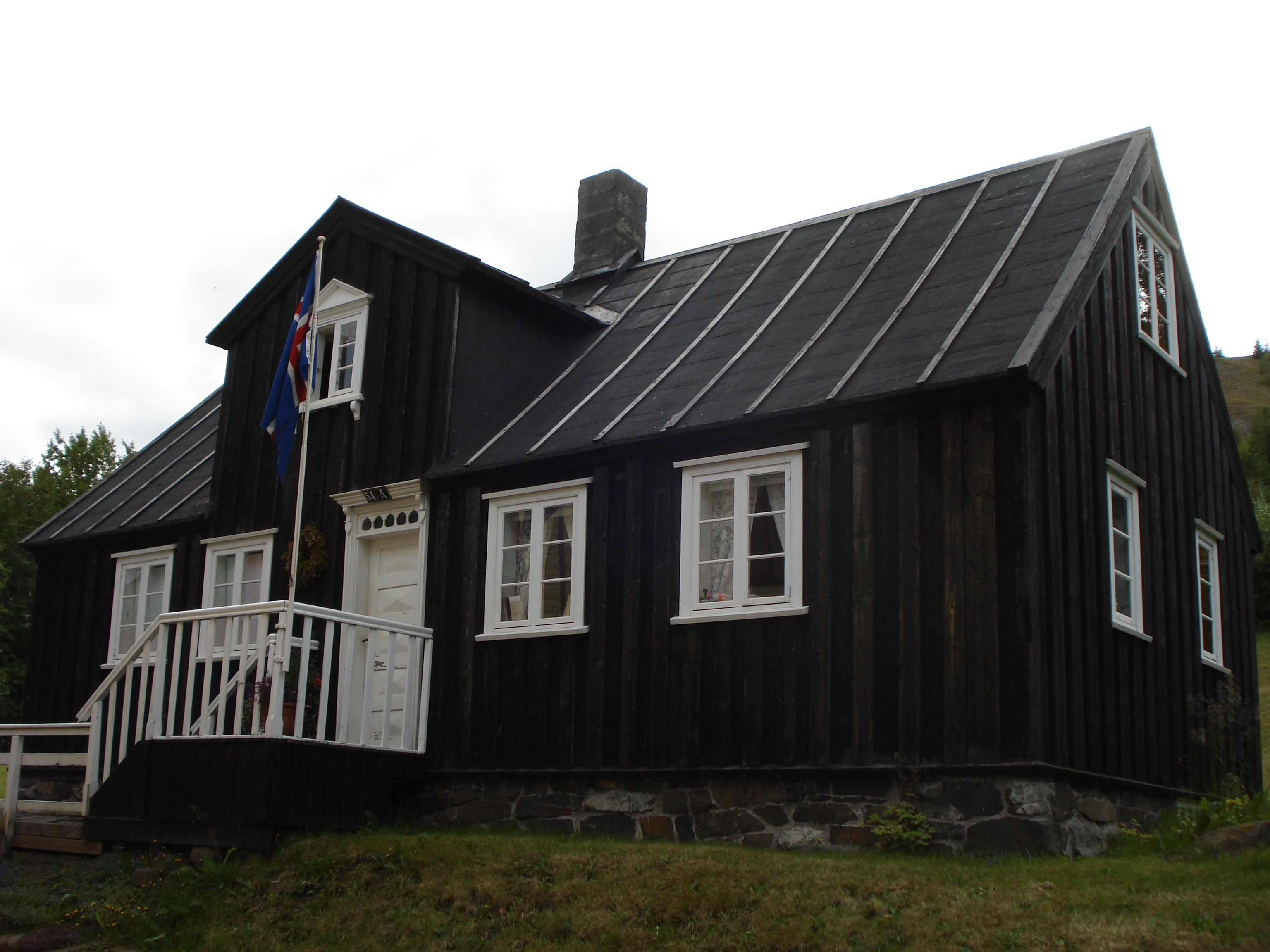
Nonnahús

### Domy
Nonnahús nebo Nonnahúsið je dům proslulý Jónem Sveinssonem (1857–1944). Byl to nejznámější dětský spisovatel na Islandu. V tomto domě psal sadu románů o Islandském klukovi jménem Nonni. Nyní je dům muzeem a v něm nábytek a osobní články o autorovi z 19. století.
Davíðshús je dům spisovatele a knihovníka Davíða Stefánssona a nyní se veřejně prohlíží. Sigurhæðir je dům básníka Matthíasa Jochumssona a nyní je také dnešním muzeem. Laxdalshús je nejstarší budovou ve městě z roku 1795 a nyní je soukromým domem.

### Botanická zahrada

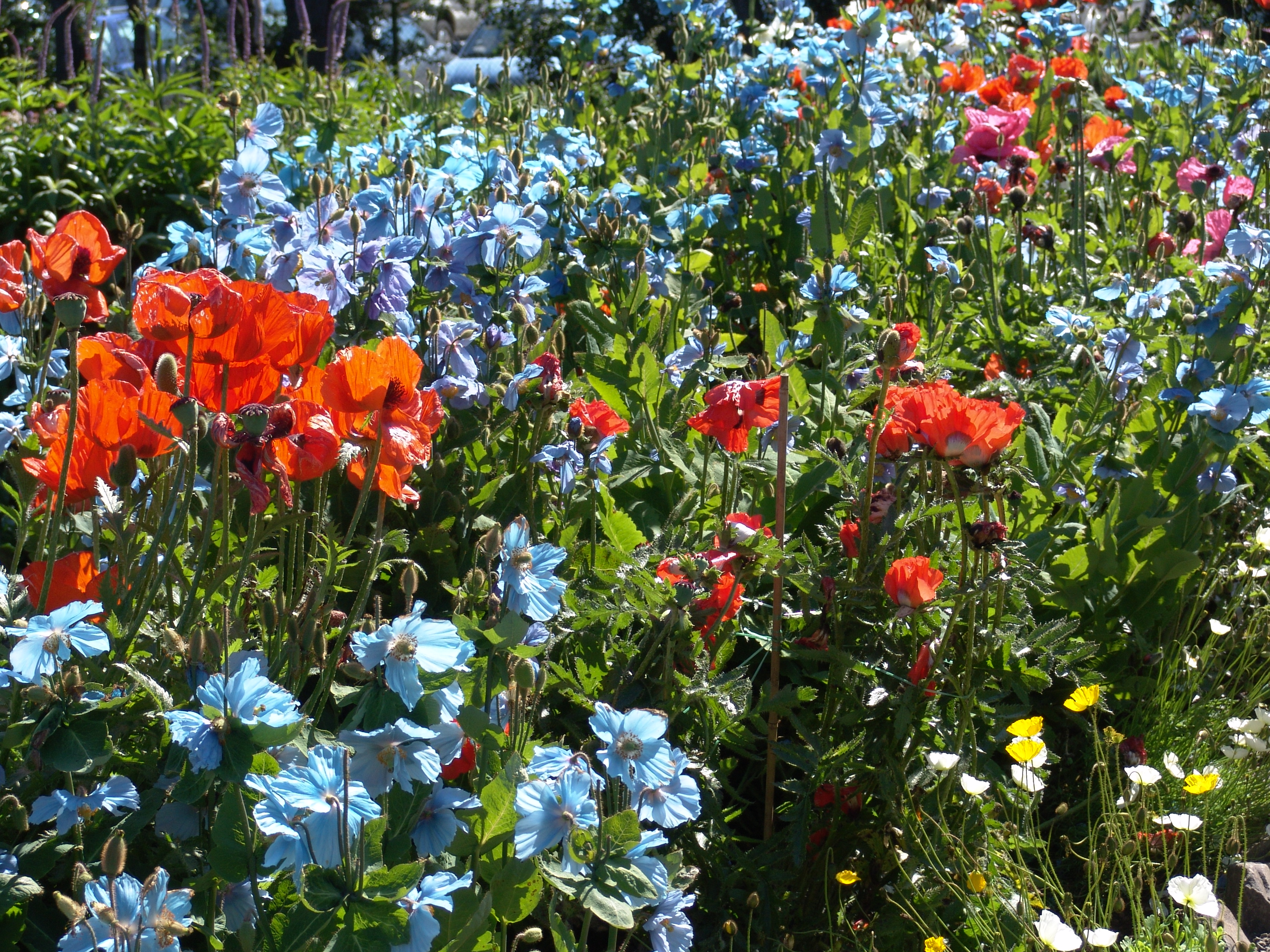
Botanická zahrada

Botanická zahrada v Akureyri (Lystigarður Akureyrar) patří k nejseverněji ležícím botanickým zahradám světa. Zároveň je nejstarší botanickou zahradou Islandu. Její rozloha činí 3,7 hektaru a nachází se v nadmořské výšce od 40 do 50 m.

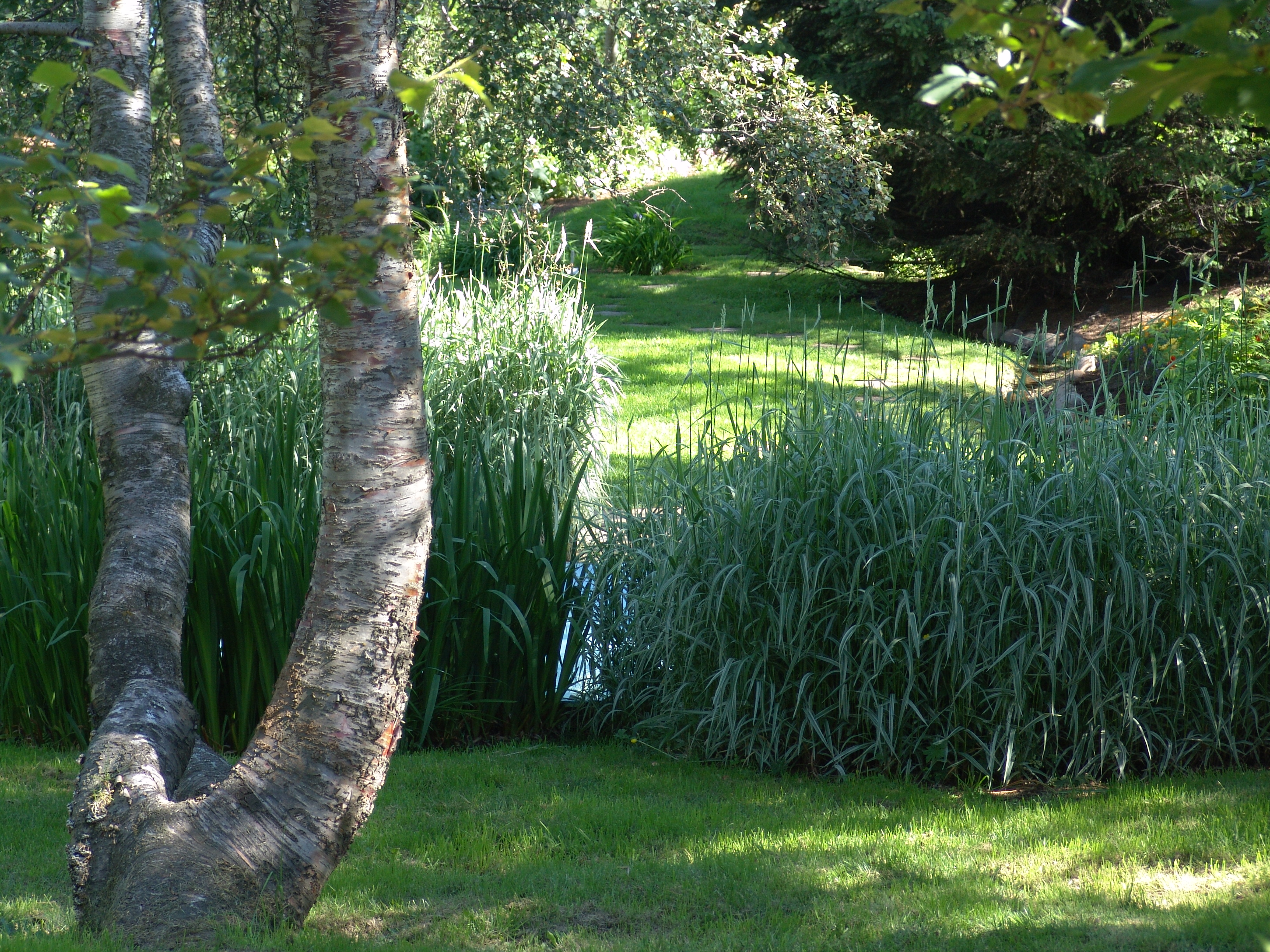
Botanická zahrada

Akureyrský park byl otevřen pro veřejnost už v roce 1912, stal se prvním veřejným parkem na Islandu. Vlastní botanická zahrada zde vznikla v roce 1957. Posláním této botanické zahrady je uchovat a představit co nejvíce druhů rostlin Islandu a zároveň najít nepůvodní druhy, které by byly schopné přežít v drsných přírodních podmínkách ostrova, a to jak v zahradách, tak i v zemědělské kultuře a krajině. Většina pěstovaných druhů pochází z arktického a mírného pásu severní polokoule, také z velehor celého světa.
Záhony s rostlinami z Grónska, Norska a Alp byly vybudovány v šedesátých letech 20. století. Bylo to zásluhou tehdejšího ředitele zahrady Jona Rognvaldssona. Další druhy ze Skandinávie, Kanady a Alp byly získány v pozdějších letech, velkou roli v tom měla výměna semen se zahraničními botanickými zahradami. V současnosti zahrada v Akureyri spolupracuje s 330 botanickými zahradami a dalšími institucemi z Evropy, Asie, Severní i Jižní Ameriky a Nového Zélandu.
Na podzim roku 1985 byla založena nová část zahrady s islandskou flórou. Rostliny jsou zde pěstovány podle svých ekologických potřeb na speciálně upravených záhonech. Najdeme tu rostliny pobřežního pásma, arktických trávníků, sněhových i lávových polí, bažin, pramenišť i jezer. V roce 1970 zde bylo vysazeno 442 druhů islandských rostlin. Celkový počet všech pěstovaných druhů dosáhl počtu 7 tisíc.

## Doprava
Akureyri je co se týče dopravy centrem severovýchodního regionu. Je dobře spojen vzduchem, mořem i pevninou.
Město leží na hlavní Islandské okružní silnici Hringvegur, která vede kolem celého Islandu a spojuje tím Akureyri s ostatními částmi na Islandu. Akureyri je jedno ze dvou měst v zemi, po Reykjavíku, kde jezdí pravidelné linky městských autobusů (isl.: "Strætisvagnar Akureyrar").
Jižně od města na konci Eyjafjörðuru se nachází letiště, které se však používá pouze pro vnitrostátní lety, ale někdy jsou uskutečněny i lety mezinárodní. Z Islandské letecké společnosti Air Iceland se nejčastěji létá do Reykjavíku nebo Keflavíku, ale jsou zde i lety na ostrov Grímsey a do vesnic Vopnafjörður a Þórshöfn. V květnu 2006 zde Iceland Express uskutečnila lety do Kodaně, které však byly zrušeny. Dnes létají pouze během léta.

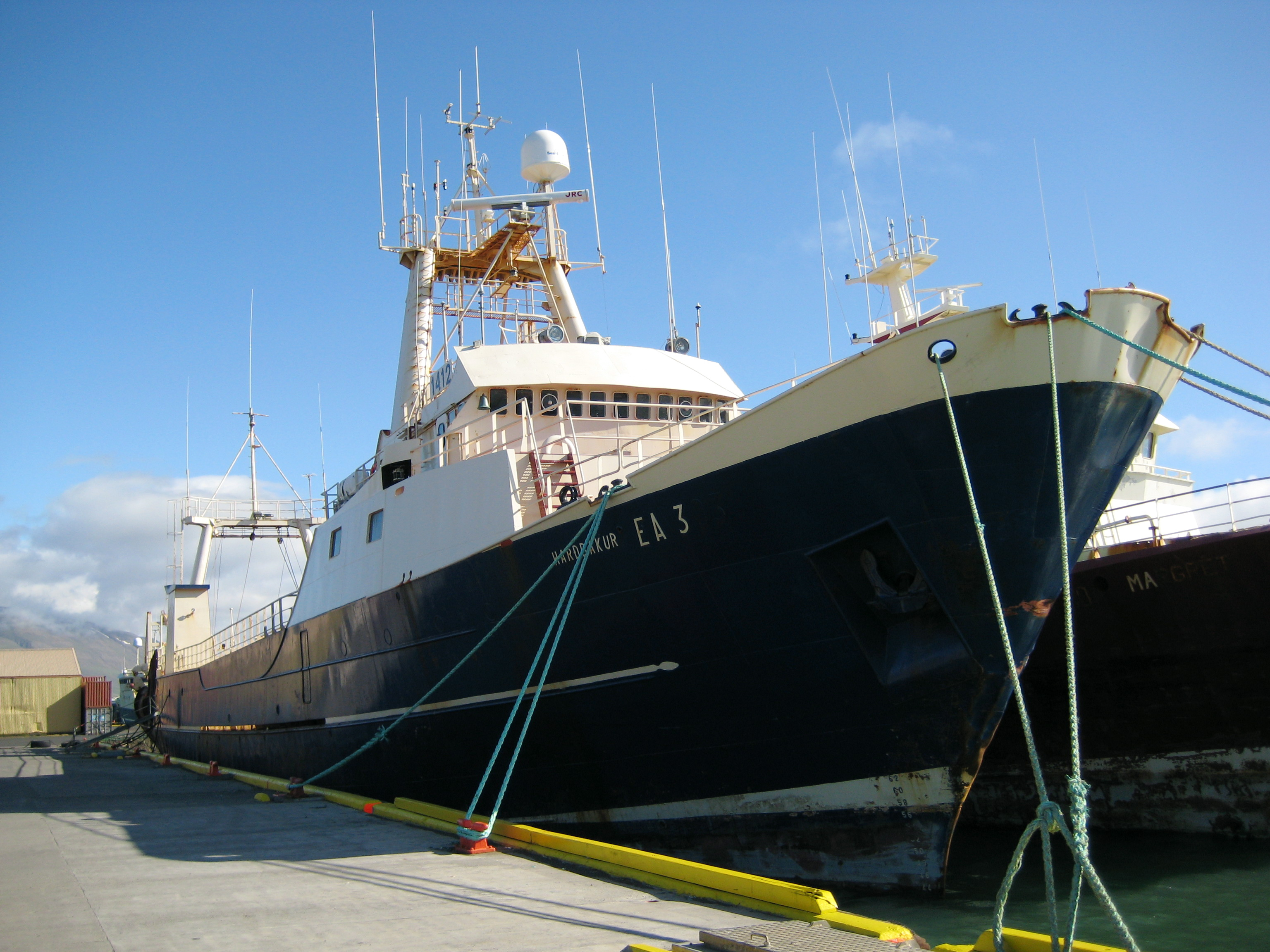
Rybářská loď v přístavu

 Přístav v Akureyri je zásadním místem ve městě. Nachází se zde velká základna a v ní jejich živobytí ryby. Je to jedna z mála míst ve městě, kde se zpracovávají velké ryby. Dováží je sem rybářská loď. V letních měsících je přístav důležitý také pro turisty a pro kolemjedoucí lodě. Přístav je také důležitý pro řízení dopravy.

## Sport
Ve městě se nachází zimní stadion pro bruslení a hokejové zápasy, sportovní hala, kde se hraje basketbal, volejbal, házená a bojové umění, víceúčelový stadion s kapacitou 2000 diváků, využívaný převážně na fotbalové zápasy (domácí klub Knattspyrnufélag Akureyrar se v roce 1989 stal mistrem Islandu), krytý 25 m bazén a přilehlý aquapark.
Ve městě se nachází i nejseverněji položené 18-jamkové golfové hřiště na světě, Akureyrský golfový klub je pořadatelem letního golfového turnaje Arctic Open.
Sportovními kluby jsou: Knattspyrnufélag Akureyrar (fotbal, volejbal, házená, judo), Skautafélag Akureyrar (lední hokej, krasobruslení), Skíðafélag Akureyrar (lyžování), Skákfélag Akureyrar (šachy), Íþróttafélagið Þór (fotbal, basketball, házená, taekwondo), Hamrarnir (fotbal), Skarfarnir (šachy) a Golfklúbbur Akureyrar (golf).

## Školství

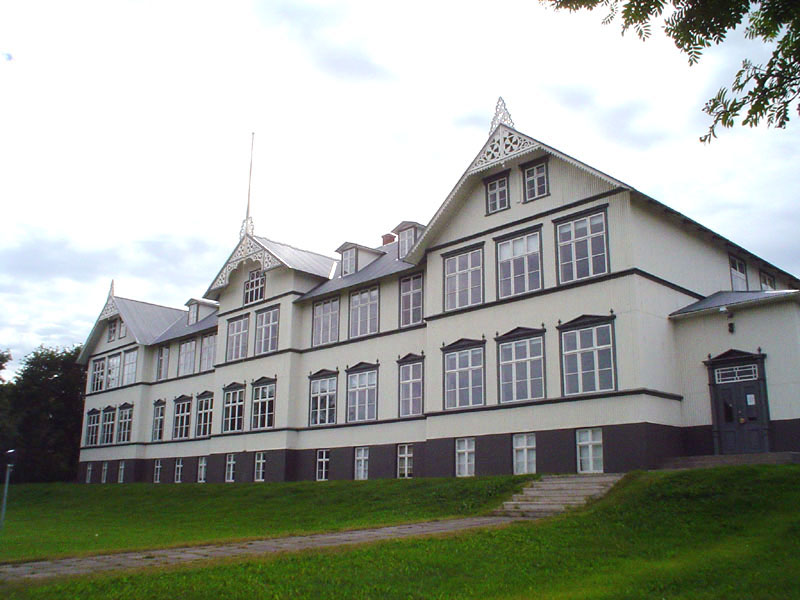
Menntaskólinn á Akureyri

Protože je Akureyri největším městem regionu, nachází se zde mnoho škol, dvě gymnázia (Menntaskólinn á Akureyri a Verkmenntaskólinn á Akureyri) a univerzita (Háskólinn á Akureyri).

## Administrativa
Akureyri je řízený podle městské rady. Do městské rady může být zvolena jakákoliv osoba nad 18 let, která také musí mít registrované bydliště ve městě. Městská rada má 11 členů, kteří jsou voleni každých 4 roků. Starosta je jmenován podle městské rady, obvykle je jeden z členů rady vybraný, ale někdy je také jmenován starosta, který není členem městské rady.

### Zastoupení stran v Městské radě
Poslední volby se konaly 27. května 2006. Zde jsou jejich výsledky:

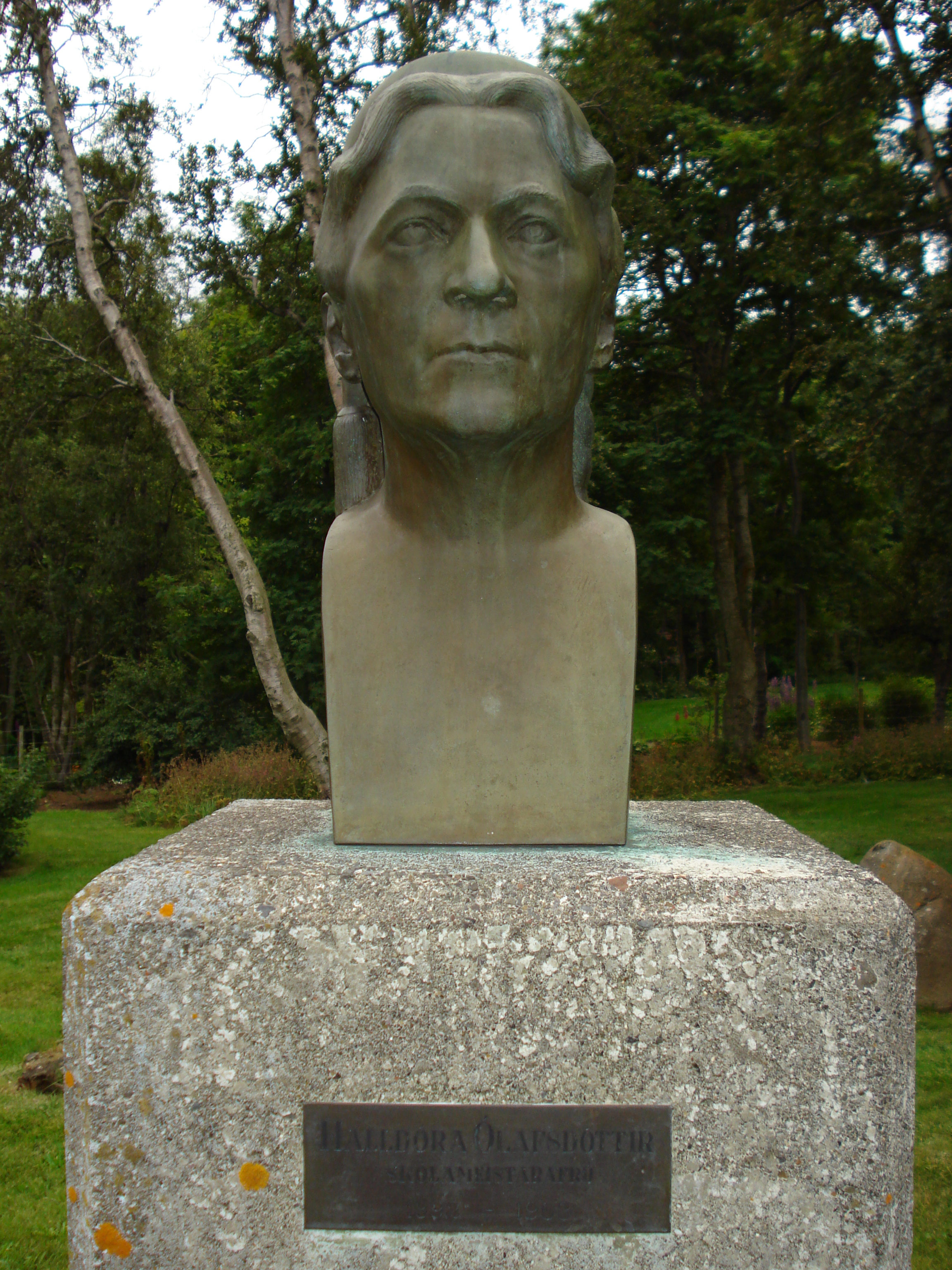
Socha bývalého starosty Akureyri Halldóra Jónssona

| Strana                        | Počet voličů | %      | Počet členů |
| ----------------------------- | ------------ | ------ | ----------- |
| Pokroková strana              | 1427         | 15,1   | 1           |
| Strana nezávislosti           | 2950         | 31,2   | 4           |
| Strana obyvatelstva           | 906          | 9,6    | 1           |
| Pokroková strana aliance      | 299          | 3,2    | 0           |
| Sociálně-demokratická aliance | 2190         | 23,2   | 3           |
| Hnutí levicových zelených     | 1506         | 15,9   | 2           |
| Ostatní                       | 183          | 1,8    | 0           |
| Celkem                        | 9461         | 100,00 | 11          |

### Starostové
Nynější starostkou Akureyri je od dne 9. ledna 2007 Sigrún Björk Jakobsdóttir, která je členem strany nezávislosti.

#### Seznam starostů
- 1919-1934 - Jón Sveinsson
- 1934-1958 - Steinn Steinsen
- 1958-1967 - Magnús Guðjónsson
- 1967-1976 - Bjarni Einarsson
- 1976-1986 - Helgi M. Bergs
- 1986-1990 - Sigfús Jónsson
- 1990-1994 - Halldór Jónsson
- 1994-1998 - Jakob Björnsson
- 1998-2007 - Kristján Þór Júlíusson
- 2007-        - Sigrún Björk Jakobsdóttir

## Ekonomika

### Hlavní firmy
- Samherji[28]
- Norðurmjólk
- Brim hf
- Vífilfell

## Partnerská města
- Ålesund, Norsko
- Randers, Dánsko
- Västerås, Švédsko
- Lahti, Finsko
- Murmansk, Rusko